# Чорчанели
Чорчанели (груз. ჩორჩანელები) — знатный феодальный род Южной Грузии в VIII—XI веках. Название рода произошло от родовой крепости семьи Чорчан в селе Чорчани. Представитель этого рода Георгий Чорчанели впервые упоминается в источнике IX века «Житие Серапиона Зарзмели», однако вполне вероятно, что род существовал как минимум с VIII века. В феодальное владение Чорчанели входили Чорчани, Занави и многие другие населённые пункты (современный Адигенский муниципалитет), в которых имелись храмы, дворцы и крепости. Чорчанели были правителями этого региона, их вассалами были мелкие князья. Епархиальный удел Чорчанели вошел в состав Мацкверского (Ацкурского) епископства. При содействии Георгия Чорчанели иестный церковный деятель Серапион построил монастырь Зарзма, которому Георгий предоставил во владение обширную территорию.
Георгий Чорчанели был последним представителем рода. Он умер бездетным и оставил свое имение потомкам своей сестры Латавр (урожденной Феклы), которая была замужем за Мирианом Бахлаундом. Сам Чорчан, по-видимому, перешел во владение старшего сына Латавры, Сулы, который стал основателем новой семьи Чорчан. Средний сын Бешкен положил начало династии Джакелей, а имя младшего сына — Лаклака стало названием третьей ветви Бахлаундов — так родилась фамилия Лаклак. Зарзма стала родовым монастырем Новых Чорчанели (а позднее и их потомков — рода Хурсидзе). В 70-х годах X века в Зарзме была построена гробница Иване Сулы, представителя Новых Чорчанели, участника грузинского похода на Барду Склиара (вероятно, сына Сулы Мириани, упомянутого в «Житии Серапиона Зарзмского»). Внуками сына Иване Сулы предположительно являются деятели середины XI века — братья Георгий Чорчанели и сыновья Парсмана Тмогвели Сулы. Георгий Чорчанели — последний из новых Чорчанели, упомянутых в источниках. Затем новое поместье Чорчанели перешло во владение новой ветви этой семьи — Хурсидзе.